# يو إف سي 297
يو إف سي 297: ستريكلاند ضد دو بليسيس (بالإنجليزية: UFC 297: Strickland vs. du Plessis)‏ هو حدث لفنون القتال المختلطة نظمته يو إف سي، أُقيم في 20 يناير 2024، في تورونتو، كندا.

## النتائج
1. ↑  على لقب بطولة يو إف سي للوزن المتوسط.
2. ↑  على لقب بطولة يو إف سي لوزن الديك للسيدات الشاغر.

## الجوائز الإضافية
حصل المقاتلون التاليون على مكافآت قدرها 50 ألف دولار.
- قتال الليلة: دريكوس دو بليسيس ضد شون ستريكلاند
- أداء الليلة: جيليان روبرتسون وياسمين جاسودافيشيوس